# Chango Spasiuk

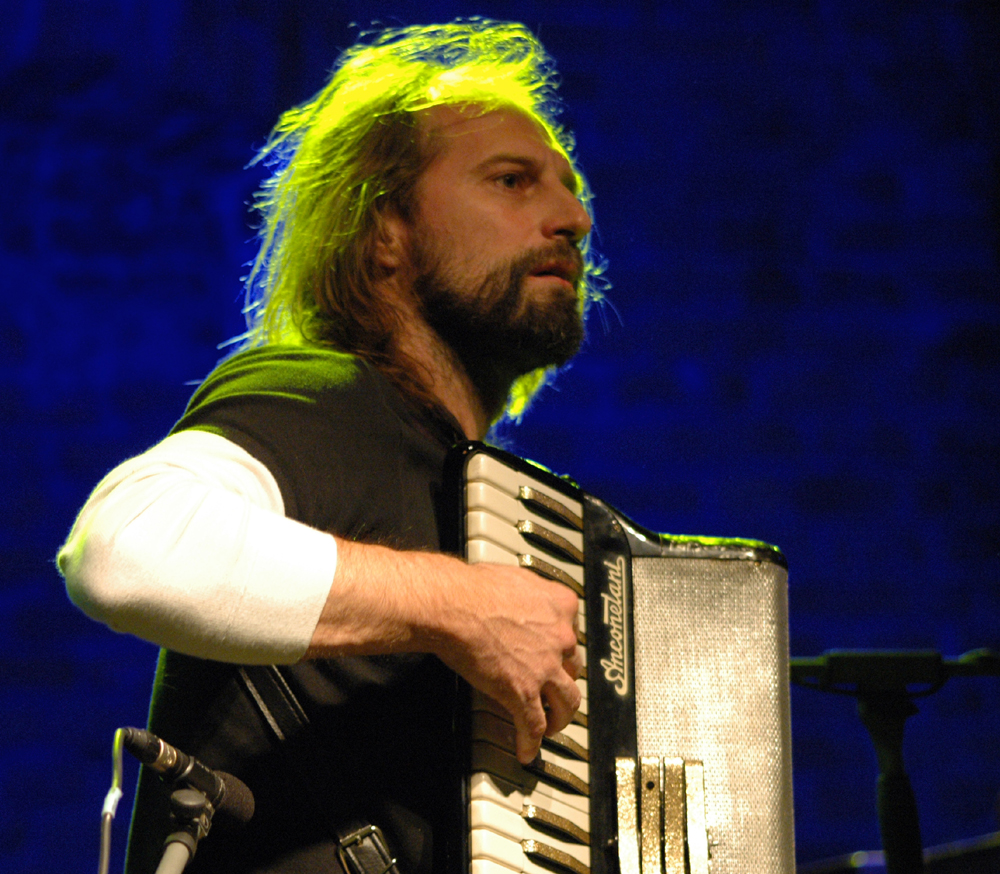
Chango Spasiuk w Fabryce Trzciny w Warszawie – marzec 2009

Horacio "Chango" Spasiuk (ur. 23 września 1968 w Apóstoles, Misiones) – argentyński muzyk grający na akordeonie muzykę chamamè, typową dla północno-wschodniej Argentyny.
Urodził się w niewielkiej miejscowości Apóstoles w 1968 roku w rodzinie ukraińskich imigrantów drugiego pokolenia. Zaczął grać na zabawach wraz z ojcem już w roku 1980, gdy miał 12 lat.
Występuje na całym świecie, a jego muzyka jest trudna do jednoznacznego zakwalifikowania. Oparta jest na ludowej muzyce europejskich imigrantów, ale poddana wpływom miejscowych Indian Guarani i potomków afrykańskich niewolników pracujących na plantacjach.